# Неос-Мармарас
Не́ос-Мармара́с (греч. Νέος Μαρμαράς) — малый город в Греции. Расположен на высоте 20 м над уровнем моря, на полуострове Ситония, у подножья горы Аспрапокамено (Αστραποκαμμένο, 808 м), на берегу бухты Неос-Мармарас залива Касандра Эгейского моря, в которую вдаётся мыс Неос-Мармарас с маяком. Административно относится к общине Ситония в периферийной единице Халкидики в периферии Центральная Македония. Население 3158 человек по переписи 2011 года.
Неос-Мармарас — самое большое туристическое поселение Ситонии. Южнее находится гостиничный комплекс и посёлок Порто-Каррас, созданный в 1970-х годах миллиардером Янисом Каррасом. В 2003 году в Порто-Каррасе состоялся саммит Евросоюза. В Порто-Каррасе работает единственное на Халкидиках казино.

## История
Близ Неос-Мармароса в деревне Партенон в 1863 году было основано подворье (метох) монастыря Григориат.
Город основан беженцами из Малой Азии после Малоазийской катастрофы на месте другого подворья (метоха) монастыря Григориат.
До 1925 года (ΦΕΚ 7Α) назывался Балабан (Μπαλαμπάν), затем был переименован в Неос-Мармарас («Новый Мармарас»). Название получил от острова Мармара в Мраморном море, откуда происходили жители. Остров Мармара и Мраморное море в свою очередь обязаны названием месторождению белого мрамора (др.-греч. μάρμαρος) на острове Мармара.
В 1937 году построена церковь Великих Таксиархов (Ναός Παμμεγίστων Ταξιαρχών), в которой находится икона XVIII века, написанная в Малой Азии или Константинополе с изображением Маманта на льве.
В 1986 году восстановлено подворье Партенон монастыря Григориат, которое принадлежит Кассандрийской митрополии.

## Сообщество Неос-Мармарас
Сообщество Неос-Мармарас (Κοινότητα Νέου Μαρμαρά) создано в 1926 году (ΦΕΚ 217Α). В сообщество входит семь населённых пунктов, остров Келифос и острова Спалатронисия (крупнейший — Спалатрон). Население 3352 человека по переписи 2011 года. Площадь 118,507 квадратных километров.
| Населённый пункт        | Население (2011), человек |
| ----------------------- | ------------------------- |
| Айия-Кириаки            | 11                        |
| Азапико                 | 5                         |
| Галини                  | 34                        |
| Имери-Элия              | 26                        |
| Келифос (остров)        | 0                         |
| Лимани-Кара             | 95                        |
| Неос-Мармарас           | 3158                      |
| Партенон                | 21                        |
| Спалатронисия (острова) | 0                         |
| Стиладарио              | 2                         |

## Население
| Год  | Население, человек |
| ---- | ------------------ |
| 1991 | 2426               |
| 2001 | 2787               |
| 2011 | ↗ 3158             |